# Лайн, Джозеф Лестер

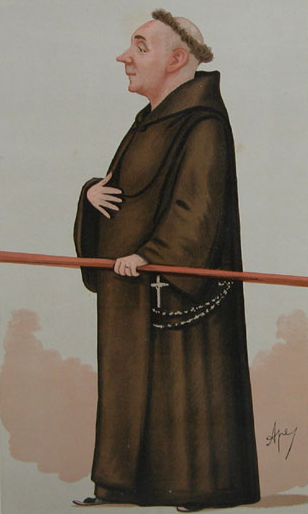
Карикатура Карло Пеллегрини.

Джозеф Лестер Лайн (более известен как Игнатий патер; 23 ноября 1837 — 16 октября 1908) — британский англиканский бенедиктинский монах и богослов, сделавший попытку вернуть монашество в англиканскую церковь.

## Биография
Родился в семье лондонского купца, в октябре 1847 года поступил в школу св. Павла. В 1852 году за нарушение дисциплины подвергся тяжёлому телесному наказанию, что, как предполагается, оказало влияние на его психику. Вскоре он был исключён из школы и завершил образование в частных школах в Спелдинге и Вустере. Затем до 1858 года изучал богословие в Тринити-колледже Гленалмонда, после чего преподавал закон божий в Инвернессе, но из-за своей эксцентричности пользовался плохой репутацией. В 1860 году был рукоположён в сан диакона, но с условием запрета на проповедничество в течение трёх лет. Вскоре стал викарием в Плимуте, где основал общество любящих Иисуса Христа, затем в Лондоне. Тяжело заболев и вылечившись, решил стать монахом. В 1862 году, начав называть себя отцом Игнатием, выпустил брошюру, в которой призывал восстановить монашество в англиканской церкви, получившую известность и вызвавшую широкую полемику в обществе. С 1866 по 1868 год регулярно проповедовал в церкви св. Варфоломея и других церквях Лондона, однако из-за высказываемых им идей вскоре лишился права проповедовать. В 1869 году в Чёрных горах (Black Mountains) построил Лэнтонское аббатство, которое всё время своего существования было небольшим по численности монахов и сталкивалось со множеством трудностей; упорно распространял слухи о творимых в аббатстве чудесах. С начала 1870-х годов по причине запрета на проповедование объявил себя странствующим монахом и устраивал религиозные лекции в театрах и выставочных залах. С 1890 по 1891 год предпринял обширную миссионерскую поездку по США и Канаде, где сначала ему позволили проповедовать в различных протестантских церквях, но в итоге попросили покинуть страну. Лайн считался одним из самых эксцентричных людей Великобритании своего времени и был предметов постоянных нападок со стороны сатириков и карикатуристов.

## Наследие
Был автором многих проповедей, поэм, гимнов: «Tales of Llanthony»; «Brother Placidus»; «Leonard Morris» и «Tales of the Monastery». И. также композитор многих духовных пьес и издатель «Llanthony Monastery Tracts». Монахи Лэнтонского аббатства старались следовать древнему уставу святого Бенедикта, употребляли бенедиктинский требник для церковной службы и молитвенник английской дореформатской церкви, носили старинную английскую бенедиктинскую одежду. Монашеским именем Лайна стало «Игнатий Иисуса» («Ignatius of Jesus»).